# Fascinus
Fascinus est un dieu de la Rome antique, préservateur des maléfices et gardien des enfants de l'empereur. Il est l'incarnation du phallus divin.

## Description
L'usage était de pendre son image, le fascinum, sur le devant des chars des triomphateurs pour les préserver de l'envie d'autrui et de leur propre orgueil. Les vestales étaient chargées de son culte. Le sens étymologique du verbe français fasciner se rattache aux origines du terme latin et jusqu'au XIXe siècle, la fascination avait une connotation magique et de mauvais sort. Il a ensuite évolué vers le sens de captiver, charmer, émerveiller, séduire.